# Воютинська сільська рада
Воютинська сільська рада — адміністративно-територіальна одиниця та орган місцевого самоврядування у Луцькому районі Волинської області з адміністративним центром у с. Воютин.

## Населені пункти
Сільській раді підпорядковані населені пункти:
- с. Воютин
- с. Гать
- с. Тертки
- с. Чорний Ліс

## Склад ради
Рада складається з 16 депутатів та голови.

## Керівний склад сільської ради
| ПІБ                       | Основні відомості                                                 | Дата обрання | Дата звільнення |
| ------------------------- | ----------------------------------------------------------------- | ------------ | --------------- |
| Перванчук Богдан Петрович | Сільський голова, 1962 року народження, освіта, безпартійний      | 26.03.2006   | 31.10.2010      |
| Перванчук Богдан Петрович | Сільський голова, 1962 року народження, освіта вища, безпартійний | 31.10.2010   |                 |

Примітка: таблиця складена за даними джерела

## Населення
Згідно з переписом УРСР 1989 року чисельність наявного населення сільської ради становила 1037 осіб, з яких 463 чоловіки та 574 жінки.
За переписом населення України 2001 року в сільській раді мешкало 1028 осіб.

### Мова
Розподіл населення за рідною мовою за даними перепису 2001 року:
| Мова       | Відсоток |
| ---------- | -------- |
| українська | 98,66 %  |
| російська  | 1,05 %   |
| білоруська | 0,19 %   |
| польська   | 0,10 %   |